# James McLean
James Joseph "Buddy" McLean, född 26 januari 1930, död  31 oktober 1965, var en amerikansk maffiaboss som var den ursprungliga ledaren för Winter Hill Gang under 1960-talet. McLean var välkänd i hela Bostons storstadsområde som en ohejdbar gatukämpe. Han hade flera skador, bland annat flera ärr på halsen och ansiktet samt ett skadat vänster öga.

## Biografi
James McLean blev föräldralös i ung ålder och adopterades av en portugisisk-amerikansk familj i Somerville, Massachusetts. Han arbetade under tonåren i hamnen i Charlestown och East Boston och skulle komma att bli nära vän med den framtida ledaren för International Brotherhood of Teamsters Local 25, William J. McCarthy. Hans bästa vän var dock Joseph "Joe Mac" McDonald, som var den första som organiserade kriminalitet i stadsdelen Winter Hill.
McLean började långsamt bygga upp en kriminell organisation, och skulle så småningom dominera den undre världen i norra Boston.

### Irländska gängkrig
I början av september 1961 hyrde två medlemmar i Winter Hill Gang och deras vän, Charlestowngangstern George McLaughlin en stuga på Salisbury Beach för en fest under Labor Day. Under kvällen hamnade McLaughlin i bråk med medlemmarna i Winter Hill Gang, då han försökte tafsa på en av deras flickvänner. McLaughlin misshandlades medvetslös, och dumpades vid ett sjukhus i närheten.
Då McLean fick reda på vad som hade hänt, sa han att han skulle ta hand om det och pratade med sin vän, samt George McLaughlins bror, Bernard "Bernie" McLaughlin.
Bernie McLaughlin ville hämnas, och ville även ha hjälp av McLean att göra det. Då McLean berättade för honom om orsaken till misshandeln stormade Bernie McLaughlin ilsket ut. Senare samma kväll vaknade McLean av att hans hundar skällde och såg två män under sin bil. Han gick ut och avfyrade en .38-revolver och hittade plastik som var ansluten till bilens tändning. Då McLean genast misstänkte Bernie McLaughlin, började han att förfölja honom i hela Charlestown tills han hittade honom, och dödade honom när han gick ut från en bar den 31 oktober 1961. Flera personer bevittnade mordet. Han greps ursprungligen tillsammans med Alex Petricone, men då vittnet som pekat ut dem drog tillbaka utpekandet släpptes de.
Petricone skickades till Kalifornien av McLean för att hålla sig borta från gängkriget. Petricone började ta skådespelarlektioner, bytte namn till Alex Rocco och blev skådespelare. En av hans första roller var att spela Moe Greene i filmen Gudfadern.

### Död
Även om McLean frikändes för mord, satt han två år i fängelse för olagligt innehav av skjutvapen. McLean ledde Winter Hill Gang mot rivalerna i Charlestown, och sköts slutligen till döds av Stevie Hughes när han lämnade 318 Club på Broadway, Winter Hill. Han efterträddes då av Howie Winter, och senare av James "Whitey" Bulger.